# Рача (притока Велике Мораве)
Рача је река у Србији, притока Велике Мораве. Дужина тока је 44 km, а површина слива 306 km².
Настаје од Чумичке реке и Црвенице у селу Чумићу. Са многим притокама образује густу хидрограграфску мрежу. у мају и октобру излива се у краткотрајним поплавама, а лети пресуши. До варошице Рача долина јој је уска и усечена у језерским наслагама и кристаластим шкриљцима, затим се шири, па је алувијална раван код Марковца шира од 1 km. Долина Раче је плодна, лако проходна и насељена.